# Strachan (Aberdeenshire)
Pour les articles homonymes, voir Strachan.
Strachan (prononcer 'Strawn') est un village de l’Aberdeenshire en Écosse à environ 30km au sud-ouest d’Aberdeen.